# Elzéar-Alexandre Taschereau
Elzéar-Alexandre Taschereau (Sainte-Marie de la Beauce, 17 febbraio 1820 – Québec, 12 aprile 1898) è stato un cardinale e arcivescovo cattolico canadese.

## Biografia
Nacque a Sainte-Marie de la Beauce il 17 febbraio 1820.
Papa Leone XIII lo elevò al rango di cardinale nel concistoro del 7 giugno 1886, primo porporato canadese della storia.
Morì il 12 aprile 1898 all'età di 78 anni nella città di Québec.

## Genealogia episcopale e successione apostolica
La genealogia episcopale è:
- Cardinale Scipione Rebiba
- Cardinale Giulio Antonio Santori
- Cardinale Girolamo Bernerio, O.P.
- Arcivescovo Galeazzo Sanvitale
- Cardinale Ludovico Ludovisi
- Cardinale Luigi Caetani
- Cardinale Ulderico Carpegna
- Cardinale Paluzzo Paluzzi Altieri degli Albertoni
- Papa Benedetto XIII
- Papa Benedetto XIV
- Cardinale Enrico Enriquez
- Arcivescovo Manuel Quintano Bonifaz
- Cardinale Buenaventura Córdoba Espinosa de la Cerda
- Cardinale Giuseppe Maria Doria Pamphilj
- Papa Pio VIII
- Papa Pio IX
- Arcivescovo Armand-François-Marie de Charbonnel, O.F.M.Cap.
- Arcivescovo John Joseph Lynch, C.M.
- Cardinale Elzéar-Alexandre Taschereau

La successione apostolica è:
- Arcivescovo Édouard-Charles Fabre (1873)
- Vescovo Antoine Racine (1874)
- Arcivescovo Joseph-Thomas Duhamel (1874)
- Vescovo Louis-Zéphirin Moreau (1876)
- Vescovo Dominique Racine (1878)
- Cardinale Louis Nazaire Bégin (1888)
- Vescovo André-Albert Blais (1890)
- Vescovo Michel-Thomas Labrecque (1892)